# Sydney Youngblood
Pour les articles homonymes, voir Adkins.
Sydney Youngblood est le pseudonyme choisi par l'américain Sydney Ford en tant que chanteur de dance.
Il a notamment interprété les titres If only I could en 1989, Sit and wait et Ain't no sunshine en 1990 (tous extraits de son album Feeling free), puis Hooked on you en 1991 (issu de l'album Passion, Grace and Serious Bass...).

## Discographie
| Titre                                             |  | Année |  | Album                           |
| ------------------------------------------------- |  | ----- |  | ------------------------------- |
| If Only I Could                                   |  | 1989  |  | Feeling free                    |
| Sit and Wait                                      |  | 1989  |  | Feeling free                    |
| I'd Rather Go Blind                               |  | 1989  |  | Feeling free                    |
| Hooked On You                                     |  | 1991  |  | Passion, Grace And Serious Bass |
| Anything                                          |  | 1993  |  | Just the Way it is              |
| So Good So Right (All I Can Do)                   |  | 1994  |  | The Hat won't fit               |
| Christmas Song                                    |  | 1999  |  |                                 |
| If Only I Could (Tom Pulse Vs. Sydney Youngblood) |  | 2007  |  | -                               |